# Torre Bormida
Torre Bormida (Tor Bormia in piemontese) è un comune italiano di 184 abitanti della provincia di Cuneo in Piemonte. 
Il territorio comunale si trova nell'alta valle occidentale della Val Bormida, percorso dalla Bormida di Millesimo.

## Società

### Evoluzione demografica
Abitanti censiti

## Amministrazione
Di seguito è presentata una tabella relativa alle amministrazioni che si sono succedute in questo comune.
| Periodo        | Periodo        | Primo cittadino   | Partito                                        | Carica  | Note  |
| -------------- | -------------- | ----------------- | ---------------------------------------------- | ------- | ----- |
| 20 luglio 1985 | 3 giugno 1990  | Cesare Canonica   | Democrazia Cristiana                           | Sindaco | [ 5 ] |
| 3 giugno 1990  | 24 aprile 1995 | Cesare Canonica   | Democrazia Cristiana                           | Sindaco | [ 5 ] |
| 24 aprile 1995 | 14 giugno 1999 | Cesare Canonica   | -                                              | Sindaco | [ 5 ] |
| 14 giugno 1999 | 14 giugno 2004 | Cesare Canonica   | lista civica                                   | Sindaco | [ 5 ] |
| 14 giugno 2004 | 8 giugno 2009  | Roberto Ranuschio | lista civica                                   | Sindaco | [ 5 ] |
| 8 giugno 2009  | 26 maggio 2014 | Roberto Ranuschio | lista civica                                   | Sindaco | [ 5 ] |
| 26 maggio 2014 | in carica      | Andrea Rizzolo    | lista civica Il comune al di sopra dei partiti | Sindaco | [ 5 ] |

### Altre informazioni amministrative
Il comune faceva parte della comunità montana Alta Langa e Langa delle Valli Bormida e Uzzone.